# Katharina Fröhlich

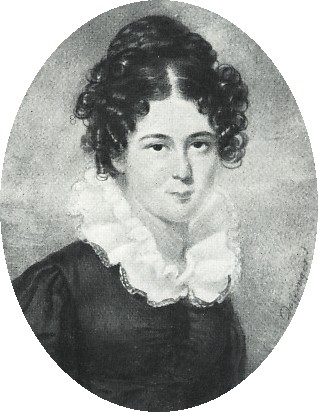
Katharina Fröhlich; Miniatur von Moritz Michael Daffinger, 1823.

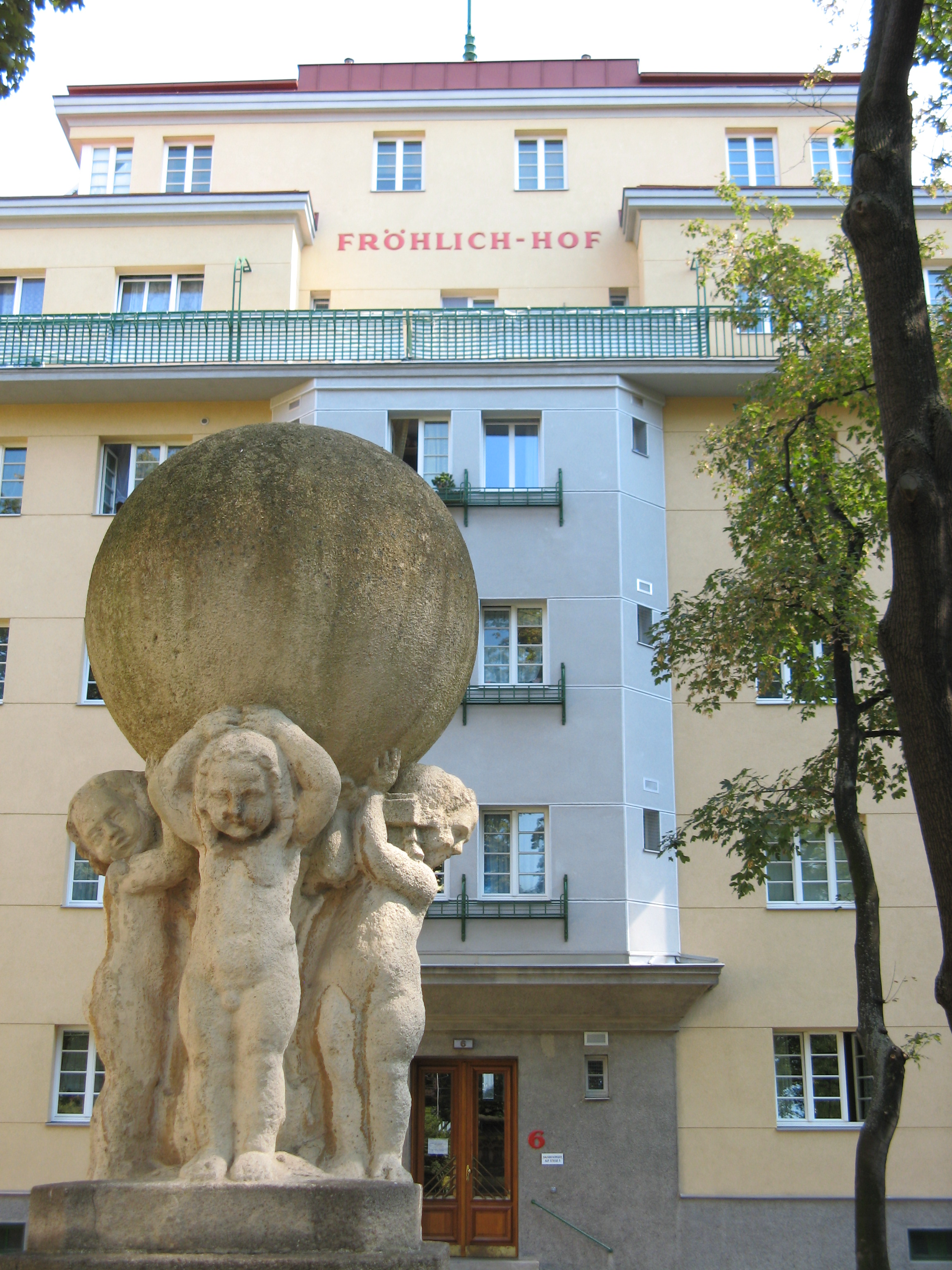
Fröhlich-Hof mit Brunnen

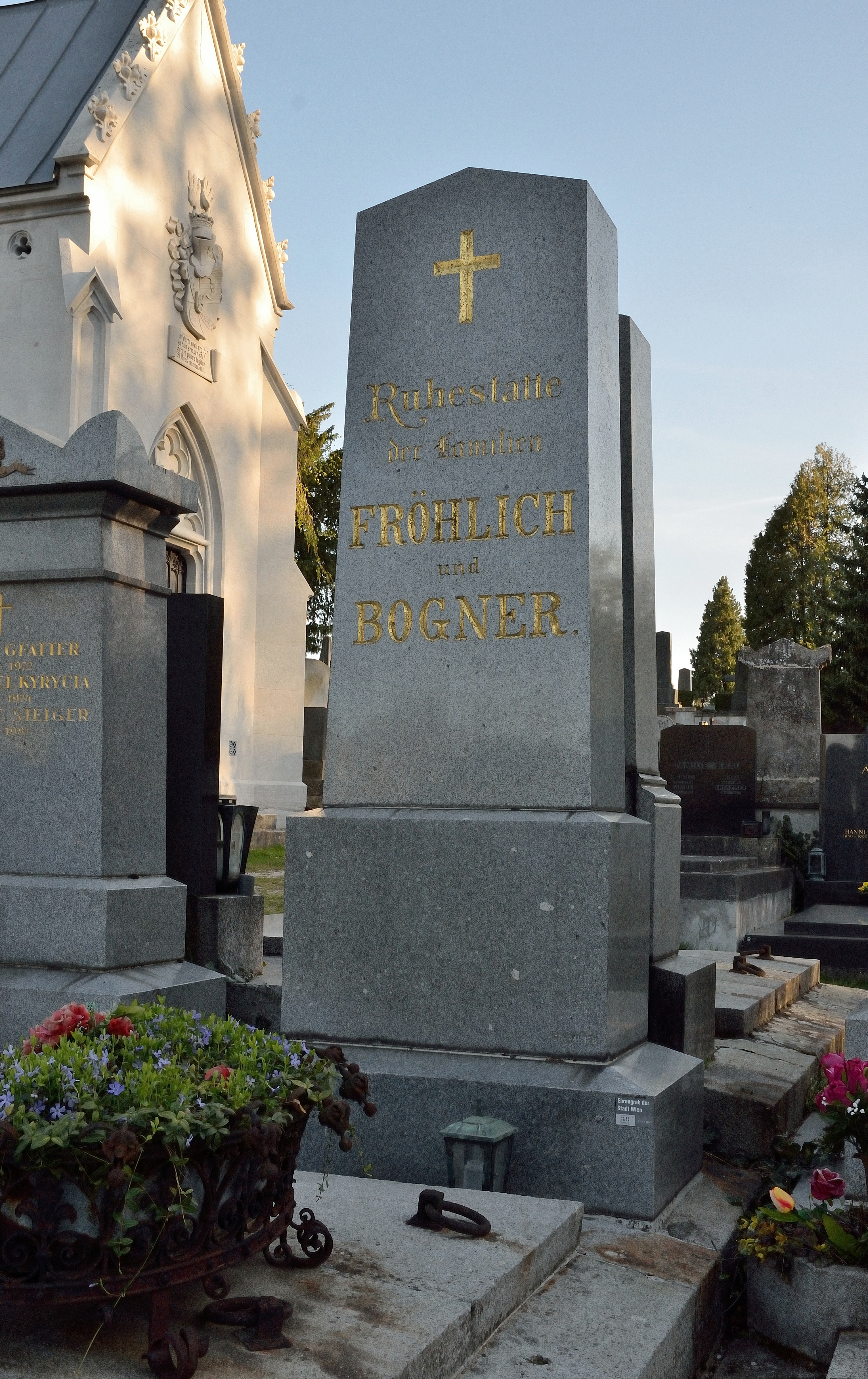
Grabstätte von Katharina Fröhlich

Katharina (Kathi) Fröhlich (* 10. Juni 1800 in Wien; † 3. März 1879 ebenda) war die „ewige Braut“ des österreichischen Schriftstellers und Dramatikers Franz Grillparzer. Sie wirkte als Pianistin, Sängerin, Mäzenin, Korrespondentin, und Nachlassverwalterin Grillparzers.

## Leben
Katharina Fröhlich wurde 1800 als dritte von vier Töchtern in Wien geboren; ihre Eltern waren der Einschlag-Fabrikant Matthias Fröhlich (24. August 1756–14. April 1843) und dessen Frau Barbara, geborene Mayr (1764–1841). Franz Grillparzer lernte Katharina Fröhlich im Frühjahr 1821 bei einem Konzert im Haus Geymüller kennen, und verlobte sich noch im selben Jahr mit ihr. 1849 mietete sich Grillparzer bei Katharina Fröhlich und ihren Schwestern Anna, Josephine und Barbara in der Wiener Spiegelgasse 21 ein. Diese Wohngemeinschaft hielt bis zu Grillparzers Tod im Jahre 1872. Grillparzer hinterließ gemäß seinem Testament vom 26. Mai 1866 Katharina seinen gesamten Besitz. Fröhlich übergab das Erbe Grillparzers der Stadt Wien.
Fröhlich starb 1879 und wurde auf dem Hietzinger Friedhof in Wien beigesetzt, wo sich ihr mittlerweile ehrenhalber gewidmetes Grab heute noch befindet (Gruppe 7, Nummer 53).
1928/1929 wurde in Wien in der Malfattigasse eine Wohnhausanlage mit 149 Wohnungen errichtet und zu Ehren Katharina Fröhlichs Fröhlichhof genannt.
Ein Teil der Wohnungseinrichtung Grillparzers ist im Wien Museum Karlsplatz zu besichtigen.